# 全米プロゴルフ協会
全米プロゴルフ協会（ぜんべいプロゴルフきょうかい、Professional Golfers' Association of America、PGA of America）は、1916年に創立されたアメリカ合衆国プロゴルファー（主にクラブプロ・レッスンプロ・運営などの関係職）の団体。他の諸外国にもプロゴルフ協会はあるが、単にPGAというと当団体を指す場合が多い。28,000人以上の会員数を誇る。本部はテキサス州フリスコ。PGAツアーはPGAから独立した協会で別団体となる。

## 歴史
1916年1月17日に協会が設立。同年4月10日に第1回トーナメントが開催された。設立の中心人物はロッドマン・ワナメーカー。主要大会である全米プロ選手権の優勝者に贈られるトロフィーも彼の名からつけられている。またPGAプロフェッショナル・ナショナル選手権、PGAカップ、全米プロシニア選手権、全米女子プロ選手権の大会運営、毎年1月にオーランドで開催されるPGAマーチャンダイズショーの開催などを行っている。
2014年10月に第40回ライダーカップの敗戦を受け、ライダーカップ特別委員会を設置。当時会長だったテッド・ビショップもソーシャルメディアでの不適切発言されたことから会長から辞任された。

## 主催大会
- ライダーカップ（ライダーカップ・ヨーロッパ共催）
- 全米プロゴルフ選手権
- 全米女子プロゴルフ選手権（LPGA共催）
- 全米プロシニアゴルフ選手権

廃止された大会
- PGAグランドスラム・オブ・ゴルフ

## 管理ゴルフ場
- PGAゴルフクラブ (フロリダ州ポートセントルーシー)ピート・ダイが設計した54ホールのゴルフ場

### 過去
- バルハラ・ゴルフクラブ（英語版） - 1986年に開場され、ジャック・ニクラスによって設計された。2008年にライダーカップ、2004年と2011年には全米プロシニアゴルフ選手権が開催された。1996年と2000年、2014年には全米プロゴルフ選手権が開催。2022年に地元業者等により売却[5][6]